# Spirit 101B
Der Spirit 101B war ein Rennwagen des britischen Motorsportteams Spirit Racing, der 1984 an der Formel-1-Weltmeisterschaft teilnahm. Er war mit einem Turbomotor von Hart ausgestattet. Eine vorübergehend eingesetzte Version mit Cosworth-Saugmotor hieß Spirit 101C.

## Hintergrund
Spirit Racing wurde 1981 von John Wickham, dem ehemaligen Manager des Formel-2-Werksteams von March Engineering, und dem früheren McLaren-Konstrukteur Gordon Coppuck gegründet. Spirit erschien 1982 mit Honda-Motoren in der Formel-2-Europameisterschaft. Ein Jahr später debütierte das Team zusammen mit dem Spirit 201C und mit Hondas neu entwickeltem Turbomotor in der Formel 1. Im Sommer 1983 schloss Honda einen langfristigen Vertrag mit dem Spitzenteam Williams F1. Das Spirit-Management hatte zunächst die Hoffnung, parallel dazu als Juniorteam auch 1984 wieder Honda-Motoren einsetzen zu können, und entwickelte mit Blick auf diesen Motor für 1984 ein neues Auto, den Spirit 101. Die Hoffnung erfüllte sich allerdings nicht, da Williams’ Teamchef Frank Williams auf einer exklusiven Belieferung bestand. Spirit verlor daher für 1984 den Honda-Motor und wechselte zu Turbotriebwerken von Hart. Der Spirit 101B war die auf den Hart-Motor zugeschnittene Weiterentwicklung des 101, der in der ursprünglich geplanten Version nie komplettiert wurde.
Spirit wurde 1984 finanziell von Honda unterstützt. Das zeigte sich unter anderem an Werbeaufklebern von Honda, die an den Flanken des 101B angebracht waren. Ungeachtet dessen galt das Team, das insgesamt nur 15 Mitarbeiter hatte, als das kleinste und finanzschwächste der Formel-1-Saison 1984.
Der Spirit 101B wurde für die Saison 1985 zum Modell 101D weiterentwickelt.

## Konstruktion
Der Spirit 101B war eines der kompaktesten Autos der Saison 1984. Zwei Exemplare (101B1 und 101B2) wurden gebaut. Der Wagen hatte ein Monocoque, das teilweise aus Kunststoff bestand. Einige Teile waren aus Aluminium gefertigt. Das Monocoque entstand bei dem britischen Spezialisten John Thompson. Da Brian Harts Turbomotor als Reihenvierzylinder weniger breit baute als Hondas V-Motor, war das Heck des Spirit 101B deutlich schmaler als das seines Vorgängers. In der ersten Version des 101B, die im Januar 1984 in Brands Hatch getestet wurde, ähnelten die Seitenkästen noch denen des 201C. Die bei den Weltmeisterschaftsläufen eingesetzten Versionen des 101B hatten dagegen keine herkömmlichen Seitenkästen mehr. Die Kühler befanden sich schräg angeordnet vor den Hinterrädern auf der Höhe des Motors. Das Cockpit und der Tank waren voll verkleidet, der Motor hingegen war im Regelfall offen. Die Radaufhängungen wurden vom 201C übernommen. Coppuck hatte zwar eine neu entwickelte Schubstrebenkonstruktion entwickelt; aus finanziellen Gründen wurde sie aber weder für den B1 noch für den B2 umgesetzt. Insgesamt war der 101B leichter als sein Vorgänger, obwohl der Hart-Vierzylinder für sich genommen schwerer war als Hondas V6-Motor.
Der Spirit 101B wurde von einem aufgeladenen Reihenvierzylindermotor vom Typ Hart 415 angetrieben. Vergleichbare Motoren setzten die britischen Teams Toleman und RAM Racing ein. Toleman, das mit Ayrton Senna an den Start ging, war Harts Vorzugskunde, denn dessen Chef Ted Toleman hatte die Entwicklung des Hart-Turbomotors zu einem überwiegenden Teil finanziert. Die an Toleman gelieferten Motoren waren weiter entwickelt und daher leistungsstärker und standfester als die Motoren für RAM und Spirit. So hatten die Toleman-Motoren eine elektronische Benzineinspritzung, während die Motoren für RAM und Spirit lediglich mit einer mechanischen Einspritzung ausgerüstet waren. Die Toleman-Fahrer hatten außerdem einen Ladedruck zwischen 3,2 und – im Qualifying – 4,0 bar zur Verfügung; die Piloten von Spirit und RAM hingegen waren auf 3,0 bar beschränkt. In dieser Kundenversion galt das Hart-Triebwerk als leistungsschwächster Turbomotor, dessen Leistung nur 30 bis 50 PS über denen eines Cosworth DFV lag.
Als Kraftübertragung diente ein Fünfganggetriebe von Hewland.

## Renneinsätze

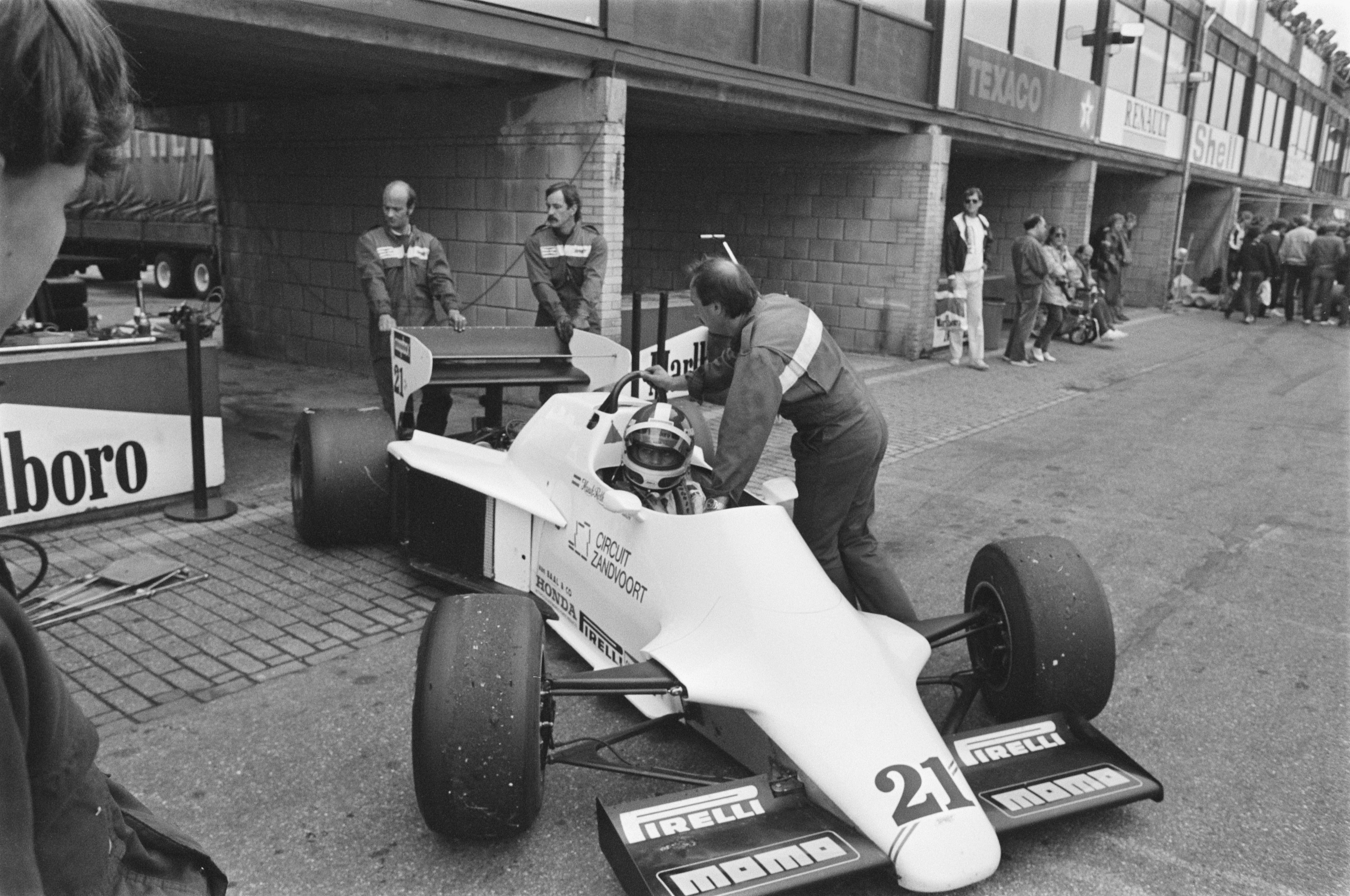
Huub Rothengatter im Spirit 101B beim Großen Preis der Niederlande 1984

Bei den ersten sechs Rennen des Jahres fuhr der Italiener Mauro Baldi für Spirit. Das Team hatte sich zunächst um eine Verpflichtung von Fulvio Ballabio bemüht, der vor der Saison einige Testfahrten mit dem 101B unternommen hatte; Ballabio erhielt allerdings keine Superlizenz. Zum Großen Preis von Kanada übernahm der niederländische Debütant Huub Rothengatter das Cockpit, der auch bei den folgenden sieben Rennen im Team blieb. Für die Großen Preise von Europa und Portugal am Saisonende kehrte Baldi noch einmal zurück.
Mit Ausnahme des Großen Preises von Monaco 1984 qualifizierte sich der 101B regelmäßig. Auch wenn  keiner der Spirit-Piloten im Laufe der Saison über den 20. Startplatz hinauskam, qualifizierten sie sich bei der Hälfte aller Rennen vor den Fahrern des finanziell besser ausgestatteten RAM-Teams, das einen vergleichbaren Motor einsetzte. Während der Rennen senkte Coppuck den Ladedruck der Hart-Motoren vielfach unter 3,0 bar ab, um ihre Haltbarkeit zu erhöhen. Baldi und Rothengatter kamen fünfmal unter den ersten 10 Fahrern ins Ziel; das beste Ergebnis waren vier achte Plätze. RAM hingegen erreichte nur vier neunte Plätze.

## Ergebnisse
| Fahrer                          | Nr. | 1   | 2 | 3   | 4 | 5   | 6   | 7  | 8 | 9   | 10 | 11 | 12 | 13  | 14 | 15 | 16 | Punkte | Rang |
| ------------------------------- | --- | --- | - | --- | - | --- | --- | -- | - | --- | -- | -- | -- | --- | -- | -- | -- | ------ | ---- |
| Formel-1-Weltmeisterschaft 1984 |     |     |   |     |   |     |     |    |   |     |    |    |    |     |    |    |    | 0      | –    |
| M. Baldi                        | 21  | DNF | 8 | DNF | 8 | DNF | DNQ |    |   |     |    |    |    |     |    | 8  | 15 | 0      | –    |
| H. Rothengatter                 | 21  |     |   |     |   |     |     | NC |   | DNF | NC | 9  | NC | DNF | 8  |    |    | 0      | –    |

| Legende  | Legende            | Legende                                                          |
| Farbe    | Abkürzung          | Bedeutung                                                        |
| -------- | ------------------ | ---------------------------------------------------------------- |
| Gold     | –                  | Sieg                                                             |
| Silber   | –                  | 2. Platz                                                         |
| Bronze   | –                  | 3. Platz                                                         |
| Grün     | –                  | Platzierung in den Punkten                                       |
| Blau     | –                  | Klassifiziert außerhalb der Punkteränge                          |
| Violett  | DNF                | Rennen nicht beendet (did not finish)                            |
| Violett  | NC                 | nicht klassifiziert (not classified)                             |
| Rot      | DNQ                | nicht qualifiziert (did not qualify)                             |
| Rot      | DNPQ               | in Vorqualifikation gescheitert (did not pre-qualify)            |
| Schwarz  | DSQ                | disqualifiziert (disqualified)                                   |
| Weiß     | DNS                | nicht am Start (did not start)                                   |
| Weiß     | WD                 | zurückgezogen (withdrawn)                                        |
| Hellblau | PO                 | nur am Training teilgenommen (practiced only)                    |
| Hellblau | TD                 | Freitags-Testfahrer (test driver)                                |
| ohne     | DNP                | nicht am Training teilgenommen (did not practice)                |
| ohne     | INJ                | verletzt oder krank (injured)                                    |
| ohne     | EX                 | ausgeschlossen (excluded)                                        |
| ohne     | DNA                | nicht erschienen (did not arrive)                                |
| ohne     | C                  | Rennen abgesagt (cancelled)                                      |
| ohne     | keine WM-Teilnahme |                                                                  |
| sonstige | P/fett             | Pole-Position                                                    |
| sonstige | 1/2/3/4/5/6/7/8    | Punktplatzierung im Sprint-/Qualifikationsrennen                 |
| sonstige | SR/kursiv          | Schnellste Rennrunde                                             |
| sonstige | *                  | nicht im Ziel, aufgrund der zurückgelegten Distanz aber gewertet |
| sonstige | ()                 | Streichresultate                                                 |
| sonstige | unterstrichen      | Führender in der Gesamtwertung                                   |